# Spiegelpauw
De spiegelpauw of grijze pauwfazant (Polyplectron bicalcaratum) is een vogel uit de familie van de fazantachtigen (Phasianidae). De wetenschappelijke naam van de soort is gepubliceerd in 1758 door Linnaeus in de tiende editie van Systema naturae.

## Kenmerken
Het verenkleed van deze 40 tot 50 cm grote vogel is overwegend grijs met op de vleugels en de staarteinden blauwgrijze vlekken.

## Voorkomen
De soort komt voor van Sikkim tot het midden van Vietnam. Eerder werden er drie ondersoorten onderscheiden, maar de soort staat nu als monotypisch op de IOC World Bird List.

## Beschermingsstatus
Op de Rode Lijst van de IUCN heeft de soort de status niet bedreigd.